# Abū Dschahl

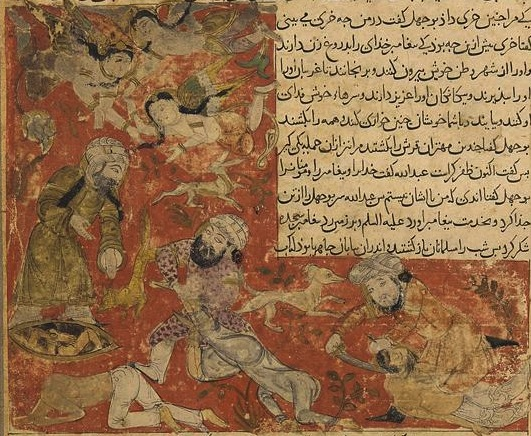
Der Tod von Abū Dschahl, während der Schlacht von Badr

Abū Dschahl (arabisch أبو جهل, DMG Abū Ǧahl; * ca. 570; † 624) ist der Beiname eines der erbittertsten Widersacher des Propheten Mohammed. Mit richtigem Namen hieß er Abū l-Hakam ʿAmr ibn Hischām ibn al-Mughīra. Nach seiner Mutter wurde er auch Ibn al-Hanzaliyya / ابن الحنظلية / Ibn al-Ḥanẓalīya genannt.

## Der Beiname
Der Beiname Abu Dschahl أبو جهل wurde ʿAmr b. Hischam von der späteren muslimischen Tradition verliehen. In diesem Beinamen klingt das Wort Dschahiliyya („die Zeit der Unwissenheit“) an. Nach islamischem Verständnis ist dies die heidnische, vorislamische Zeit. Der Beiname bedeutet „Vater der Unwissenheit“. Hans Jansen übersetzt ihn mit „Erzheide“.

## Leben
Abu Dschahl war etwa gleichen Alters wie Mohammed. Er war Mekkaner und entstammte dem angesehenen quraischitischen Clan der Machzūm. Die muslimischen Überlieferungen zeichnen ein sehr negatives Bild von ihm. So wird berichtet, dass er den Prophetengefährten ʿAmmār ibn Yāsir, der ein Beisasse (ḥalīf) seines Clans war, nach dessen Konversion zum Islam stark misshandelte. Noch schlimmer soll es ʿAmmārs Mutter Sumaiya ergangen sein, die eine Klientin Abū Dschahls war und sich ebenfalls Mohammed angeschlossen hatte. Nach der islamischen Überlieferung unterstellte ihr Abū Dschahl eines Tages, dass sie nur deswegen an Mohammed glaube, weil sie in ihn verliebt sei. Dann stieß er ihr eine Lanze ins Herz und tötete sie. Sie wird deshalb als die erste Märtyrerin im Islam betrachtet. Vornehmen Muslimen soll Abū Dschahl gedroht haben, ihren Ruf zu schädigen, Kaufleute soll er mit Boykottdrohungen überzogen haben. 
Ferner wird berichtet, er habe Mohammed geschmäht und sich an einem Mordkomplott gegen ihn beteiligt. Er sei aber von einer wundersamen Vision davon abgehalten worden, Mohammed körperlichen Schaden zuzufügen. Der Einfluss Abu Dschahls basierte auf seinem Reichtum. Seine Gegnerschaft zu Mohammed ist verbürgt. Er und sein Bruder al-Harith b. Hischam überredeten ihren „Milchbruder“ ʿAyyasch b. Abi Rabiʿa, nach Mekka zurückzukehren, und hielten ihn möglicherweise dort gegen seinen Willen fest.

## Tod
Abu Dschahl fand den Tod in der Schlacht von Badr, deren Zustandekommen auch seiner Kampfeslust zugeschrieben wird. Bei der Schlacht erhielt er von ʿUtba b. Rabiʿa den Spottnamen „der mit dem parfümierten Hintern“. Vor der Schlacht betete er: „Lass den zugrunde gehen, der am meisten das Verwandtschaftsband zerschmettert“. Nach der Tradition rief er dadurch seinen Untergang herbei. Er wurde getötet von Muʿadh b. ʿAmr b. al-Dschamuh und Muʿawidh b. ʿAfraʾ. Mohammed soll ihn beim Anblick seiner Leiche den „Pharao seines Volkes“ genannt haben.